# 福州路
福州路，元朝时设置的路。
至元十五年（1278年）改福州为路，治所在闽县、侯官县（今福建省福州市），属福建等处行中书省，后属江浙等处行中书省。辖境相当今福建省尤溪县北尤溪口镇以东的闽江流域和屏南、福安、福鼎等市县以东地区。至正二十七年（1367年），朱元璋改为福州府。